# Конная статуя Карла I (Чаринг-Кросс)
Конная статуя Карла I на Чаринг-Кросс в Лондоне — работа французского скульптора Юбера Ле Сюэра, вероятно, отлитая в 1633 году при жизни Карла. Это старейшая бронзовая статуя Лондона, установленная на площади, считающейся центральной точкой города.
Памятник расположен на месте одного из крестов Элеоноры, воздвигнутых в XIII веке Эдуардом I, который простоял три с половиной столетия до 1647. Мемориальная доска у постамента памятника указывает, что все расстояния от дорожных знаков до Лондона измеряются от этой точки. Памятник расположен так, что взор Карла I направлен вдоль Уайтхолла к месту казни короля в 1649 году в Банкетном доме.
Памятник стал первой ренессансной конной статуей в Англии, она была заказана лордом-казначеем Карла I Ричардом Уэстоном для сада его загородного дома в Рохэмптоне, графство Суррей (ныне Южный Лондон ). После Гражданской войны в Англии статуя была продана кузнецу на разборку, но он не стал разбирать её и хранил у себя вплоть до Реставрации. Памятник был установлен на своем нынешнем месте в центре Лондона в 1675 году, и к этому времени относится искусно вырезанный постамент.

## Описание
Статуя изображает короля Англии Карла I верхом на коне, король одет в доспехи, но без шлема. На груди — шарф, завязанный бантом на правом плече. В правой руке король держит жезл, а в левой — поводья коня. Подробное внимание уделяется его доспехам и одежде. В то же время, лицо короля скорее похоже на маску, без индивидуальности и деталей.

## История
Контракт на изготовление статуи был заключён в 1630 году. Статую должны были закончить через 18 месяцев к лету 1631 года, но исполнение заказа затянулось; дата 1633 года, нанесённая на левой передней ноге лошади, вероятно, относится к моменту отливки работы.
После победы парламента в гражданской войне в Англии статуя была продана Джону Ривету, кузнецу из района Холборна. Ривет получил указание парламента разобрать статую, но вместо этого он спрятал ее в своей мастерской,  предъявив несколько обломков латуни в качестве доказательства уничтожения. Предприимчивый кузнец продавал как роялистам, так и сторонникам парламента столовые приборы с латунными ручками, которые, как он утверждал, были сделаны из обломков статуи.
После Реставрации о статуе стало известно Джерому Уэстону, 2-му графу Портленд и сыну заказчика монумента, и после его обращения в Палату лордов было постановлено, что «упомянутый Джон Риветт должен согласиться на передачу лондонскому шерифу статуи короля и коня, которые сейчас находятся под его опекой». Передача была оплачена королём, и в 1675 году памятник был установлен на своем нынешнем месте. Постамент был изготовлен из портлендского камня, работу выполнил Джошуа Маршалл, который был каменщиком Карла II.
28 октября 1844 года с памятника были украдены меч и знак Ордена Подвязки. Во время Второй мировой войны статуя была снята для сохранения и хранилась в Ментмор-парке. Прежде чем вернуть статую на постамент в Уайтхолле, был проведён небольшой ремонт статуи, включая замену меча и знака Ордена Подвязки. Кроме того, к основанию постамента была добавлена бронзовая табличка, объясняющая добавление заменяющих предметов.
В 1977 году постамент был очищен впервые за три столетия. Работу проводили Департамент окружающей среды и реставрационный отдел Музея Виктории и Альберта